# دیانا لاند
دیانا لاند (انگلیسی: Deanna Lund؛ زادهٔ ۳۰ مهٔ ۱۹۳۷ - درگذشته ۲۲ ژوئن ۲۰۱۸) گزارشگر هواشناسی و بازیگر اهل ایالات متحده آمریکا بود.

## گزیده فیلم‌شناسی
- سرزمین غول‌پیکران (۱۹۶۸ تا ۱۹۷۰)
- خارج از دید (۱۹۶۶)
- الف‌ها (۱۹۸۹)